# Hermann Bagge
Hermann Julius Detlef Bagge (* 13. März 1867 in Glückstadt; † 30. November 1936 in Hamburg) war ein deutscher Politiker (DVP).

## Leben

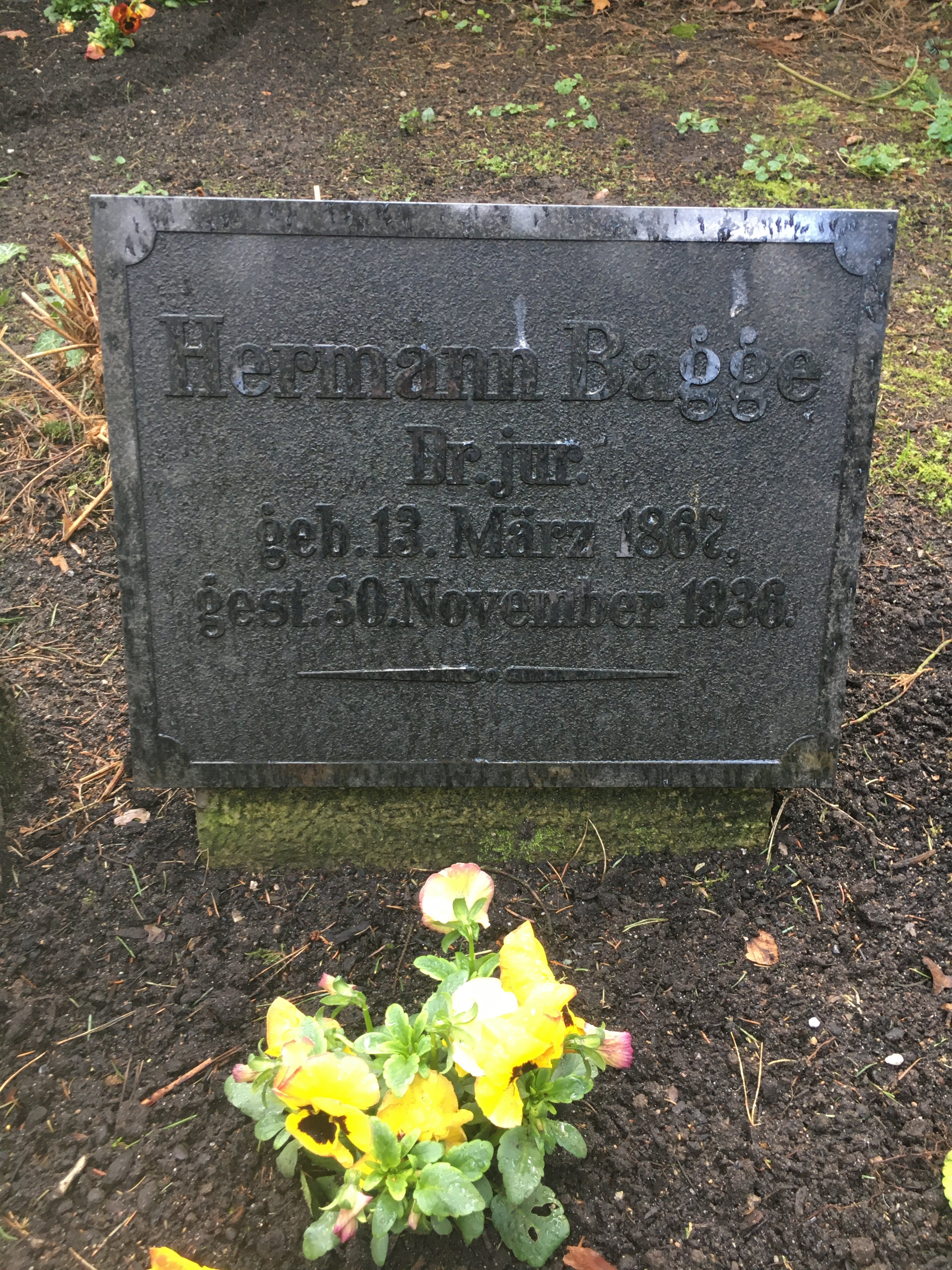
Kissenstein auf dem Friedhof Ohlsdorf in der Familiengrabstätte Hertz

Hermann Bagge war ein Sohn des Dr. jur. Otto Bagge, Erster Rat der Finanzdeputation in Hamburg, und seiner Frau Julie, geb. Henrichsen. Er besuchte zunächst das Französische Gymnasium in Berlin, dann die Gelehrtenschule des Johanneums und studierte anschließend Rechtswissenschaften in Tübingen und Berlin. In Tübingen wurde er 1887 Mitglied des Corps Suevia Tübingen. Zudem promovierte er zum Dr. Jur. 1886/87 leistete er seinen Militärdienst als Einjährig-Freiwilliger im 7. Württ. Infanterie-Regiment Nr. 125 in Tübingen. 1890 bis 1893 war er Referendar in Hamburg. 1893 ließ er sich als Rechtsanwalt in Hamburg nieder. Er arbeitete in der Hamburger Rechtsanwaltskanzlei Nolte und Schröder.
Bagge gehörte von 1919 bis 1921 für die Deutsche Volkspartei der Hamburgischen Bürgerschaft an. In dieser Zeit war er unter anderem als Vizepräsident der Bürgerschaft aktiv.
Hermann Bagge ruht auf dem Friedhof Ohlsdorf in der Familiengrabstätte Hertz im Planquadrat Q 24/Q 25 nördlich vom Wasserturm an der Cordesallee.

## Werk
- Die Bürgerschaftswahlen im Stadtgebiete nach dem hamburgischen Wahlgesetz vom 5. März 1906: mit einem Anhang; Wahlgesetz für die Wahlen zur Bürgerschaft, Hamburg 1907.
- Die Bürgerschaftswahlen im Stadtgebiet nach den hamburgischen Wahlgesetz vom 5. März 1906, mit 3 Anhängen, Boysen Verlag 1909